# CD Projekt Red
CD Projekt Red (stylizováno CD PROJEKT RED) je polské vývojářské studio se sídlem ve Varšavě. Vzniklo v roce 2002 jako dceřiná společnost CD Projektu, který založili Marcin Iwiński a Michał Kiciński. Studio je známé díky hrám ze série Zaklínač a titulu Cyberpunk 2077.

## Historie

### Založení studia a prvotní titul (2002–2007)
Zakladatelé mateřské společnosti CD Projekt, Marcin Iwiński a Michał Kiciński, přemýšleli, zda se mají po zrušení počítačového portu titulu Baldur's Gate: Dark Alliance zabývat stále pouze distribucí her, nebo je i vytvářet. Kódy zrušeného portu vlastnil CD Projekt a ten se rozhodl, že je využije k vývoji své úplně první videohry. V úmyslu bylo vyvinout herní sérii na motivy v Polsku populárních románů Zaklínač od Andrzeje Sapkowského. Ten návrh společnosti přijal. Práva na sérii byla původně, roku 1997, prodána studiu Metropolis Software, ve kterém vznikla hratelná verze první kapitoly. Projekt však zůstal opuštěn.
| CD Projekt Red vytvořil demo za rok. „Byla to blbost,“ směje se Adam Badowski. „Snažili jsme se Marcina a Michała přesvědčit, aby s tím demem nejezdili na první služební cestu, ale oni se rozhodli...“ „Ukázat ho tuctu vydavatelů z celé Evropy na nejdražším a nejvýkonnějším notebooku, jaký se dá za peníze koupit,“ doplňuje Iwiński. „Po dvou týdnech schůzek jsme dostali dva e-maily, ve kterých se velmi pěkným britským způsobem psalo: 'Není to tak dobré'. Takže v podstatě: 'Kluci, běžte domů'. Byli jsme zdrceni. Říkali jsme si: 'Panebože, jsme na nic'.“ |
| Marcin Iwiński, spoluzakladatel společnosti CD Projekt, o odmítnutí demoverze Zaklínače ze strany vydavatelů |

CD Projekt získal práva k sérii v roce 2002; podle Iwińského tehdy s Kicińským neměli ponětí, jak videohru vyvinout. Rozhodli se tak v témže roce ve městě Lodž založit studio CD Projekt Red, vedené Sebastianem Zielińskim, jež se mělo o vývoj hry postarat. Studio vytvořilo demoverzi, kterou režisér Adam Badowski zpětně označil za „blbost“. Demo bylo žánru RPG s pohledem shora, podobné titulu Dark Alliance a sérii Diablo, a využívalo herní engine, jenž poháněl hru Mortyr. Iwiński a Kiciński jej nabídli několika vydavatelům, ale bez úspěchu. Pobočka v Lodži byla uzavřena a zaměstnanci, kromě Zielińského, se přestěhovali do sídla CD Projektu ve Varšavě.
Zieliński ze studia odešel a projekt převzal Kiciński. Přestože vývoj hry pokračoval, demo bylo zrušeno. Podle CD Projektu měl vývojářský tým odlišné představy o hře a chybělo mu celkové směřování; v důsledku toho se projekt v roce 2003 vrátil na rýsovací prkno. Tým neznalý vývoje videoher strávil téměř dva roky organizováním výroby. S propagací hry na veletrhu E3, konaném roku 2004, pomohla CD Projektu společnost BioWare, jež mu nabídla prostor ve svém stánku vedle jejich titulu Jade Empire. Též mu poskytla licenci na svůj herní engine Aurora.
Rozpočet hry narostl, než se očekávalo. Vývoj stál 20 milionů zlotých a původní patnáctičlenný vývojářský tým se rozrostl na 100 lidí. Iwiński uvedl, že byl ze hry z rozpočtových důvodů odstraněn obsah, ale osobnosti postav zůstaly zachovány. Vyskytly se však potíže s překladem polského textu do angličtiny. Společnost Atari souhlasila s vydáním titulu. Po pěti letech vývoje byl Zaklínač představen mezinárodnímu publiku, a tak CD Projekt přijal anglický název The Witcher, který vymyslel designér Adrian Chmielarz. Titul vyšel v roce 2007 a dočkal se vesměs pozitivních recenzí.

### PokračováníZaklínačea expanze studia (2007–2018)
Prodeje Zaklínače byly uspokojivé a téměř okamžitě po jeho vydání začalo studio pracovat na dvou pokračováních. Tým začal s designem druhého dílu Zaklínač 2: Vrahové králů a experimentoval s herními konzolemi, aby vyvinul vhodný engine pro Zaklínače 3. Práce však byly pozastaveny, aby se tým mohl plně věnovat vývoji The Witcher: Rise of the White Wolf, konzolové verzi původního dílu. CD Projekt Red na něm pracoval společně s francouzským studiem Widescreen Games. Produkce portu byla ale zastavena, protože Widescreen Games požadovalo více pracovních sil, peněz a času na jeho vývoj a stěžovalo si, že nedostávalo zaplaceno. Iwiński se k situaci vyjádřil a řekl, že jim CD Projekt platil více než svým vlastním zaměstnancům. V květnu 2009 studio oficiálně projekt zrušilo. Společnost Atari byla s tímto rozhodnutím nespokojena a požadovala, aby jí CD Projekt vrátil peníze za financování vývoje portu. Ten spor urovnal tím, že Atari dostalo na starosti distribuci Zaklínače 2 v Severní Americe.
Mateřská společnost studia čelila kvůli problémům kolem konzolové verze White Wolf bankrotu. Nepomohla tomu ani v té době probíhající Velká recese. Aby společnost situaci zvládla, rozhodl se vývojářský tým zaměřit na Zaklínače 2. Zaklínač 3 byl zrušen a engine, na kterém měl běžet, byl využit při vývoji druhého dílu; to umožnilo i jeho pozdější vydání na konzolích. Kvůli vývoji titulu byla pozastavena produkce střílečky z pohledu první osoby s názvem They v sesterském studiu Metropolis Software, které CD Projekt koupil v roce 2008. Zaklínač 2: Vrahové králů vyšel roku 2011, a to po tři a půl roku trvajícím vývoji. Sklidil pozitivní kritiky a do května 2012 se jej prodalo více něž 1,7 milionu kopií.
Po Zaklínači 2 chtěla společnost CD Projekt vyvinout hru s otevřeným světem, jež by se kvalitou podobala jejich ostatním hrám, ale měla by řadu nových prvků a funkcí. Chtěli posunout její grafické hranice a vydat ji pouze pro osobní počítače a konzole osmé generace. To vyvolalo debatu v týmu, jehož někteří členové ji chtěli uvést i na starších konzolích, aby maximalizovali zisk. V srpnu 2013 otevřelo studio CD Projekt Red pobočku v Krakově, aby s produkcí třetího dílu pomáhala. Vývoj titulu Zaklínač 3: Divoký hon trval tři a půl roku a stál přes 81 milionů dolarů. Objevila se tvrzení, že vývojáři museli po celý rok pracovat přesčas (tzv. crunch), aby se dodržel termín vydání. Po několika zpožděních byl Divoký hon vydán v květnu 2015 a sklidil pochvalné kritiky, samotné studio za něj získalo několik cen. Titul byl mimo jiné i komerčně úspěšný; během prvních šesti týdnů se jej prodalo šest milionů kopií a v první polovině roku 2015 přinesl studiu 236 milionů zlotých. Ke hře vyšlo 16 bezplatných DLC a dvě placená rozšíření, Srdce z kamene (2015) a O víně a krvi (2016). Tvůrčí tým se rozhodl, že Zaklínač 3: Divoký hon bude poslední hrou v sérii, v níž byl ústřední postavou Geralt. O budoucnosti Zaklínače pohovořil v květnu 2016 režisér třetího dílu Konrad Tomaszkiewicz. Řekl, že doufá, že bude se sérií někdy v budoucnu opět pracovat, ale v tuto chvíli nic neplánuje. K roku 2017 se trilogie prodalo přes 33 milionů kopií. Spin-off série pojmenovaný Gwent: The Witcher Card Game, jenž vychází z karetní hry z Divokého honu, vyšel v roce 2018.
Úspěch Zaklínače 3 umožnil CD Projektu expandovat. V březnu 2016 oznámil, že je ve vývoji další hra na hrdiny, jejíž vydání je naplánováno na období mezi lety 2017 až 2021. Uvedl též, že se dceřiné studio CD Projekt Red rozšíří dvojnásobně. V březnu 2018 byla otevřena nová pobočka ve Vratislavi, jež byla převzata od studia Strange New Things. Do jejího čela se postavil bývalý provozní ředitel společnosti Techland Paweł Zawodny, přičemž ji tvořili i bývalí zaměstnanci Techlandu a IO Interactive. CD Projekt Red si díky úspěchu závěrečného titulu i své vstřícné politice získal v herní komunitě velkou přízeň. Pracovní podmínky v něm však byly zpochybněny poté, co nespokojení zaměstnanci zaplavili jeho profil na serveru Glassdoor negativními recenzemi. Iwinski se později k situaci vyjádřil slovy, že přístup studia k tvorbě her „není pro každého“.

### Cyberpunk 2077a hackerské útoky (2018–2021)
Po úspěšném vydání Zaklínače 3 se Cyberpunk 2077, další RPG s otevřeným světem studia, stal jednou z nejočekávanějších videoher všech dob, přičemž jenom v roce 2018 získal více než 100 cen. Titul, založený na stolní hře Cyberpunk 2020 od Mika Pondsmitha, byl původně oznámen v květnu 2012. Do předprodukční fáze vstoupil roku 2016 po vydání datadisku O víně a krvi a pracovalo na něm tehdy kolem 50 lidí, vývojářský tým však od té doby značně narostl a v roce 2019 jej tvořilo více než 400 osob.  Velká očekávání společně s vydáním televizního seriálu Zaklínač na Netflixu umožnila CD Projektu v květnu 2020 předstihnout Ubisoft a stát se nejhodnotnější herní společností v Evropě. Hra samotná však utrpěla několik odkladů, přičemž vývojářský tým zdůrazňoval, že ji nevydá, dokud nebude zcela hotová. Vedení sice zavedlo pro tým model „nepovinného crunche“, aby zmírnilo dopady produkce na osobní životy vývojářů, svůj slib ale porušilo a donutilo je k přesčasům a práci šest dní v týdnu. Hra vyšla v prosinci 2020; počítačová verze získala vesměs pozitivní recenze a stala se jednou z největších herních premiér pro PC. Náklady na vývoj titulu se plně vrátily jen na základě prodejů předobjednávek. Konzolové verze však byly sužovány technickými problémy a softwarovými chybami. Někteří hráči dokonce hlásili, že jsou nehratelné. Studio bylo obviněno z toho, že špatný stav verzí před svými zákazníky během marketingu tajilo. Dne 18. prosince 2020 byla hra stažena z digitálního obchodu PlayStation Store. Kiciński uznal, že přístup společnosti k marketingu konzolových verzí narušil důvěru hráčů ve studio, a slíbil, že pro hru vydají opravy.
Na začátku února 2021 zashál CD Projekt Red ransomwarový útok. Útočníkům se podařilo získat zdrojové kódy několika her studia, včetně Gwentu, Zaklínače 3 a Cyberpunku 2077, a administrativní dokumenty. Útočníci požadovali, aby jim CD Projekt Red během několika dní zaplatil vysokou částku peněz, nebo ukradené kódy a soubory zveřejnění či prodají. Mateřská společnost studia uvedla, že „nebude ustupovat požadavkům ani vyjednávat s aktérem.“ Potvrdila též, že při útoku nezískali žádné osobní údaje a že spolupracuje s orgány činnými v trestním řízení na jejich vypátrání. Bezpečnostní analytici našli, že byl kód dražen na dark webu s vyvolávací cenou 1 milion amerických dolarů. Dražba byla následně útočníky ukončena; uvedli, že obdrželi nabídku, která je uspokojila. Během týdne po těchto aukcích byl kód sdílen online na sociálních sítích. CD Projekt začal podávat oznámení DMCA o stažení příspěvků, aby zabránil zveřejňování a šíření svého kódu.
V březnu 2021 CD Projekt Red otevřel novou pobočku nacházející se v kanadském Vancouveru. Původně se jednalo o studio Digital Scapes Studios, které po koupi přejmenoval na CD Projekt Red Vancouver. V květnu 2021 bylo oznámeno, že na základě obvinění ze šikany na pracovišti studio opustil Tomaszkiewicz.

### DatadiskPhantom Libertya nové projekty (2022–dodnes)
V září 2022 vyšel první teaser chystaného rozšíření ke hře Cyberpunk 2077 s názvem Phantom Liberty. CD Projekt Red uvedl, že se jedná o jediné plánované rozšíření hry. O vývoji datadisku, který stál více než 60 milionů dolarů, studio poprvé informovalo v dubnu téhož roku. Phantom Liberty vyšlo v září 2023 a objevil se v něm kromě jiného obsah založený na seriálu Cyberpunk: Edgerunners, na němž CD Projekt Red pracoval společně s japonským animačním studiem Trigger a který vyšel roku 2022 na Netflixu. Studio daný měsíc navíc oznámilo, že ukončilo aktivní podporu hry, aby se zaměřilo na budoucí projekty. Datadisk dostal pozitivní kritiky a zaznamenal komerční úspěch, do ledna 2024 se jej prodalo více než 5 milionu kopií. Základní hry a jeho rozšíření se pak dohromady prodalo více než 30 milionů kopií.
V říjnu 2022 společnost CD Projekt oznámila vývoj pěti nových projektů. Na čtyřech z nich, kromě remaku původního Zaklínače, jehož produkci dostalo na starosti externí Fool's Theory, pracuje studio CD Projekt Red. Vývoj pokračování titulu Cyberpunk 2077 pod pracovním názvem Project Orion zajišťuje tým CD Projekt Red North America. Jedná se o zaměstnance CD Projekt Red Vancouver a nové pobočky studia založené v říjnu 2022 v Bostonu. Tým kromě toho pracuje společně se studiem The Molasses Flood, který koupila mateřská společnost v říjnu 2021, na Project Sirius. Jedná se o „inovativní“ titul zasazený ve světě Zaklínače, jenž by měl vedle singleplayeru obsahovat i multiplayer. V souvislosti se Zaklínačem se pokračování dočká hlavní série; nová trilogie her je ve vývoji pod názvem Project Polaris. Čtvrtý Zaklínač i Cyberpunk 2077 budou využívat herního enginu Unreal Engine 5, dosud jejich předchůdce poháněl interní REDengine. Kromě zmiňovaných projektů studio pracuje na nové herní značce, prozatím známé jako Project Hadar. Na rozdíl od nové trilogie, jež se nachází v předprodukci, je projekt v rané fázi vývoje.
V březnu 2023 studio odhalilo prodeje jejich původní trilogie Zaklínače. Celkem se jí do té doby prodalo 75 milionu kopií, z toho 50 milionů připadá třetímu dílu Zaklínač 3: Divoký hon. V červenci pak generální ředitel CD Projektu Adam Kiciński oznámil, že plánují v následujících měsících v CD Projekt Red propustit přibližně 100 zaměstnanců.

## Vyvinuté tituly
| Rok  | Název                                   | Platformy                                                                         | Vývojář                                         | Poznámky                                                                                |
| ---- | --------------------------------------- | --------------------------------------------------------------------------------- | ----------------------------------------------- | --------------------------------------------------------------------------------------- |
| 2007 | Zaklínač                                | Windows, macOS                                                                    | CD Projekt Red                                  | Rozšířená edice vyšla roku 2008                                                         |
| 2011 | Zaklínač 2: Vrahové králů               | Windows, Linux, macOS, Xbox 360                                                   | CD Projekt Red                                  | Rozšířená edice vyšla roku 2012                                                         |
| 2014 | The Witcher Adventure Game              | Android, iOS, macOS, Windows                                                      | CD Projekt Red Can Explode                      | —                                                                                       |
| 2015 | The Witcher Battle Arena                | Android, iOS                                                                      | CD Projekt Red Fuero Games                      | —                                                                                       |
| 2015 | Zaklínač 3: Divoký hon                  | PlayStation 4, Windows, Xbox One, Nintendo Switch, PlayStation 5, Xbox Series X/S | CD Projekt Red                                  | —                                                                                       |
| 2015 | Zaklínač 3: Divoký hon – Srdce z kamene | PlayStation 4, Windows, Xbox One, Nintendo Switch, PlayStation 5, Xbox Series X/S | CD Projekt Red                                  | Datadisk ke hře Zaklínač 3                                                              |
| 2016 | Zaklínač 3: Divoký hon – O víně a krvi  | PlayStation 4, Windows, Xbox One, Nintendo Switch, PlayStation 5, Xbox Series X/S | CD Projekt Red                                  | Datadisk ke hře Zaklínač 3                                                              |
| 2018 | Gwent: The Witcher Card Game            | PlayStation 4, Windows, Xbox One, iOS, Android                                    | CD Projekt Red                                  | Spin-off založený na karetní hře, jež se objevila v Zaklínači 3                         |
| 2018 | Thronebreaker: The Witcher Tales        | Windows, PlayStation 4, Xbox One, Nintendo Switch, iOS, Android                   | CD Projekt Red                                  | Samostatný titul, jenž se měl původně objevit ve Gwentu pod názvem Gwent: Thronebreaker |
| 2020 | Cyberpunk 2077                          | PlayStation 4, Stadia, Windows, Xbox One, PlayStation 5, Xbox Series X/S          | CD Projekt Red                                  | —                                                                                       |
| 2022 | Gwent: Rogue Mage                       | PC, Android, iOS                                                                  | CD Projekt Red                                  | Samostatné rozšíření hry Gwent                                                          |
| 2022 | Roach Race                              | Android, iOS                                                                      | CD Projekt Red Crunching Koalas                 | Též se objevilo ve hře Cyberpunk 2077 v podobě arkádové minihry                         |
| 2023 | Cyberpunk 2077: Phantom Liberty         | PlayStation 5, Windows, Xbox Series X/S                                           | CD Projekt Red                                  | Datadisk ke hře Cyberpunk 2077                                                          |
| tba  | Zaklínač IV                             | bude oznámeno                                                                     | CD Projekt Red                                  | První díl nové trilogie v sérii Zaklínač vyvíjený v Unreal Enginu 5                     |
| tba  | Project Hadar                           | bude oznámeno                                                                     | CD Projekt Red                                  | Nová IP společnosti CD Projekt                                                          |
| tba  | Project Orion                           | bude oznámeno                                                                     | CD Projekt Red North America                    | Pokračování hry Cyberpunk 2077                                                          |
| tba  | Project Sirius                          | bude oznámeno                                                                     | The Molasses Flood CD Projekt Red North America | Nová hra ze světa Zaklínače obsahující režim multiplayeru                               |

## REDengine

Logo REDenginu

REDengine je herní engine vyvinutý studiem CD Projekt Red výhradně pro nelineární hry na hrdiny. Nahradil Aurora Engine, který si studio dříve licencovalo od společnosti BioWare pro vývoj prvního Zaklínač. Je použitelný na 32 i 64bitových softwarových platformách s Microsoft Windows; poprvé jej studio použilo ve hře Zaklínač 2: Vrahové králů.
REDengine 2 je vylepšená verze prvotního enginu použitém v Zaklínači 2, díky které titul běží též na konzoli Xbox 360 a počítačových systémech OS X a Linux. Porty byly vytvořeny pomocí vrstvy kompatibility s názvem eON. Engine využívá různé middlewary, například Havok pro fyziku, Scaleform GFx pro uživatelské rozhraní a FMOD pro zvuk.
REDengine 3 byl navržen výhradně pro 64bitovou softwarovou platformu a je nově kompatibilní se systémy konzolí PlayStation 4, Xbox One a Nintendo Switch. CD Projekt Red jej vytvořil pro účely tvorby otevřených světů, jako je tomu například ve hře Zaklínač 3: Divoký hon. Engine přináší vylepšené obličejové a další animace. Světelné efekty již netrpí sníženým kontrastním poměrem. Dále podporuje volumetrické efekty umožňující pokročilé vykreslování mraků, mlhy, kouře a dalších částicových efektů. Nechybí ani podpora textur ve vysokém rozlišení a texturování, dynamická fyzika a pokročilá synchronizace pohybu rtů (tzv. lip sync). Vzhledem k omezením při streamování textur však nemusí být použití textur ve vysokém rozlišením vždy možné. Engine je vybaven flexibilním renderováním připraveným pro odložené nebo dopředné vykreslovací řetězce. Výsledkem je široká škála kinematografických efektů, včetně hloubky ostrosti, tzv. color gradingu a odlesků na obrazovce spojených s osvětlením. Systém tvorby terénu využívá teselaci a vrstvy různých materiálů, které lze následně snadno prolínat.
Cyberpunk 2077 využívá REDengine 4, který podporuje například sledování paprsků globálního osvětlení. V březnu 2022 studio CD Projekt Red oznámilo uzavření partnerství se společností Epic Games, v rámci něhož přejde ze svého enginu na Unreal Engine 5.